# آوور ایکر
آوور ایکر (به لاتین: Øvre Eiker) یک شهرداری در نروژ است که در بوسکرود واقع شده‌است. آوور ایکر ۴۵۷ کیلومتر مربع مساحت و ۱۵٬۶۳۳ نفر جمعیت دارد.

## خواهرخوانده
شهر Lempäälä خواهرخواندهٔ آوور ایکر هست.

## نگارخانه

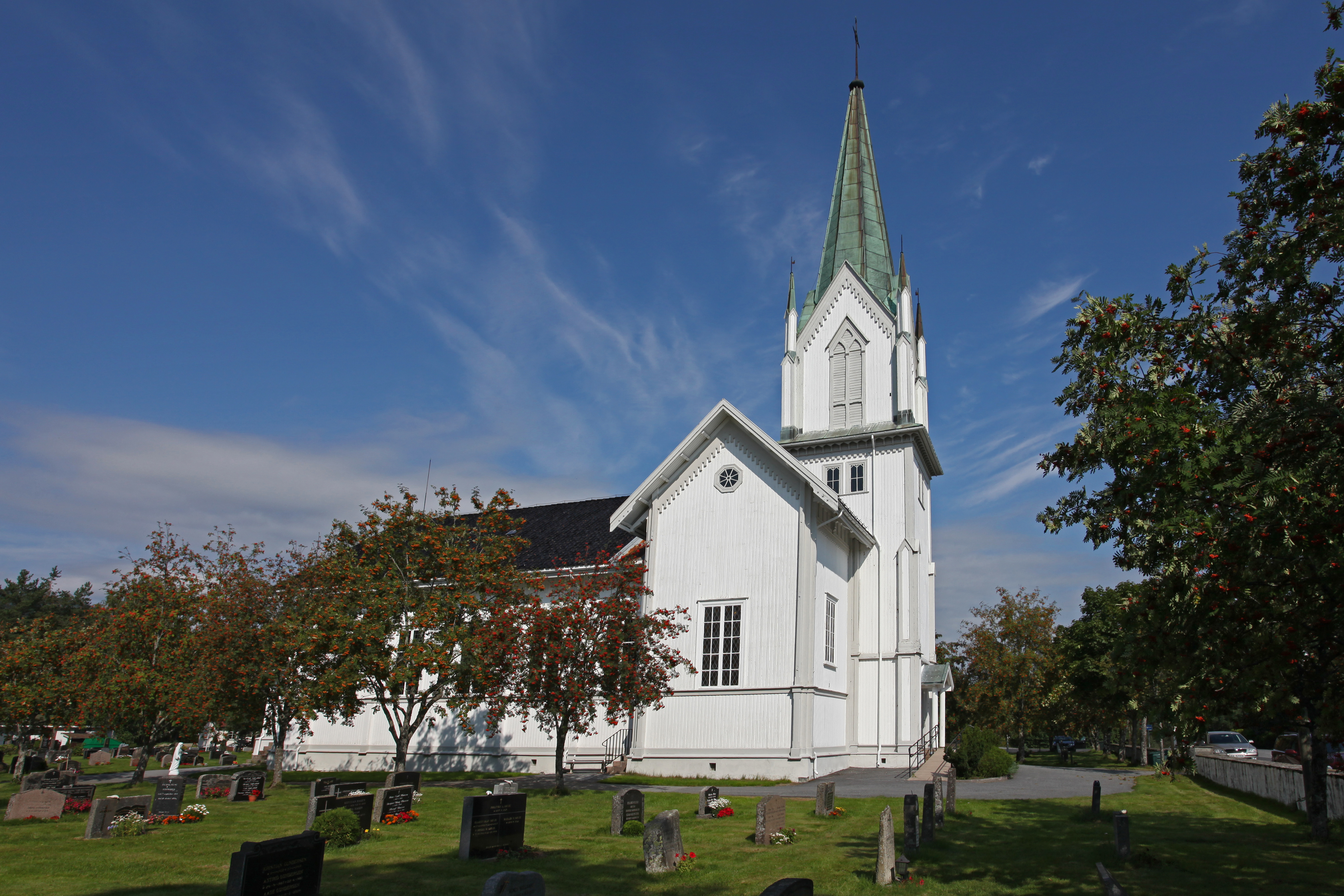
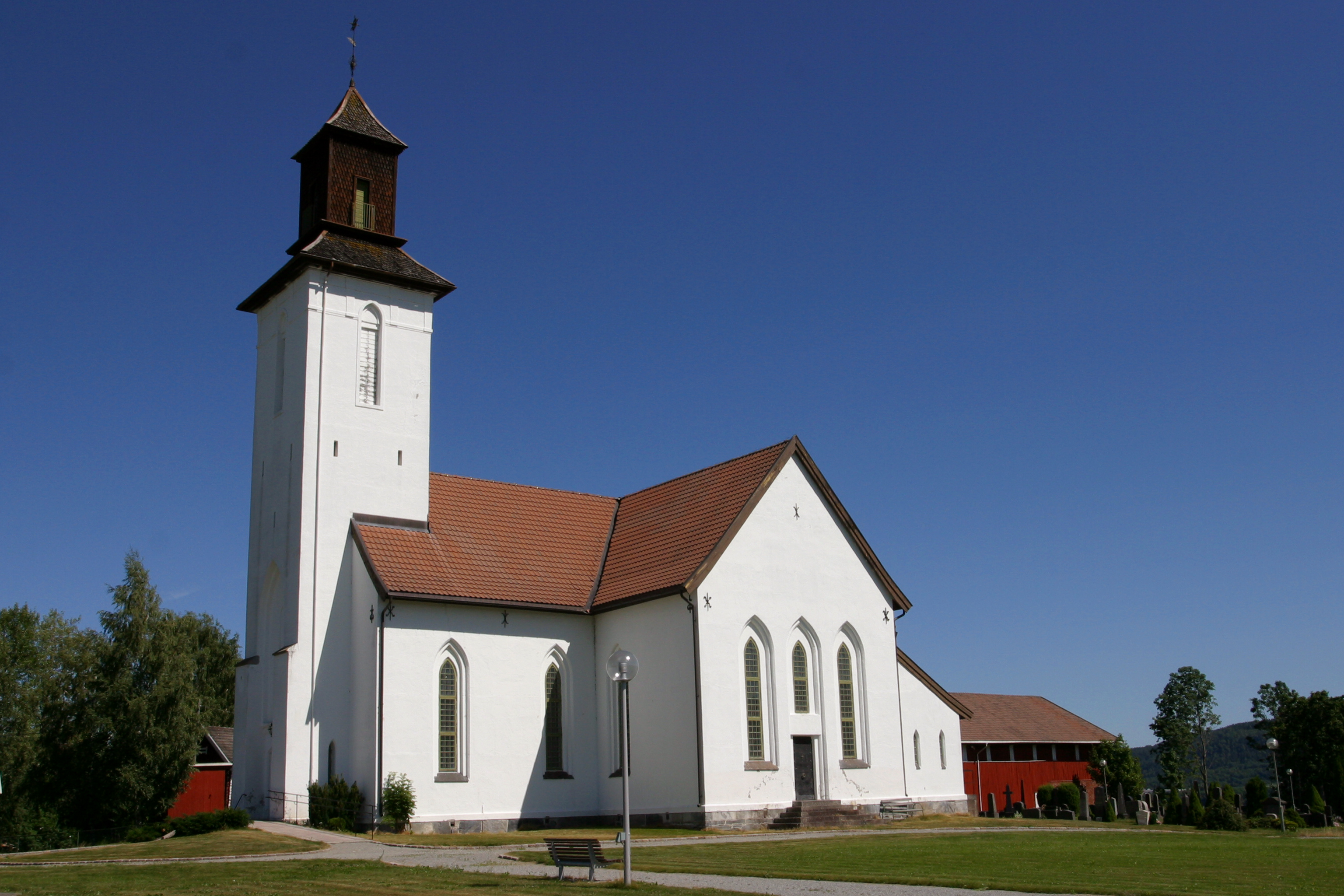
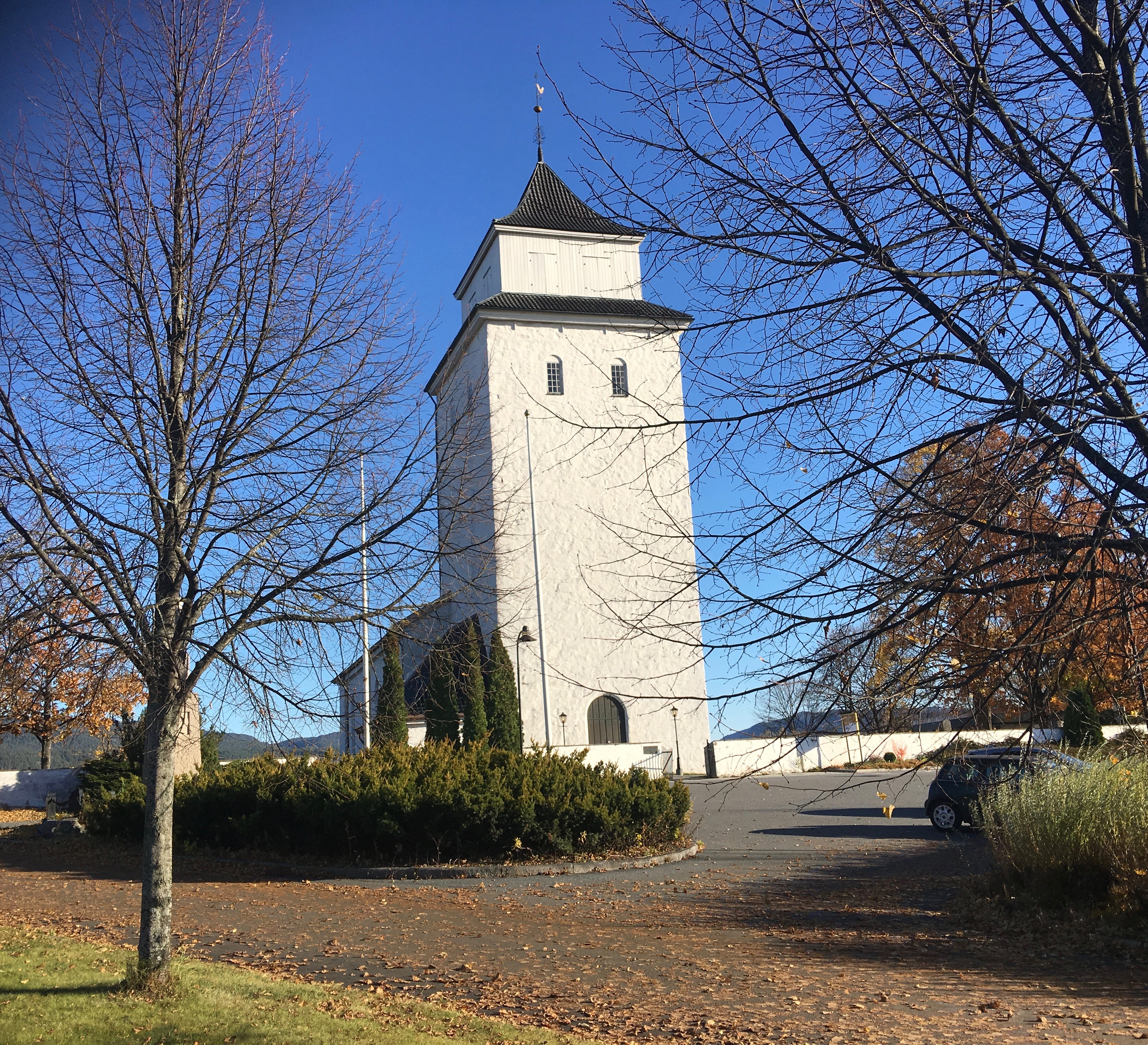
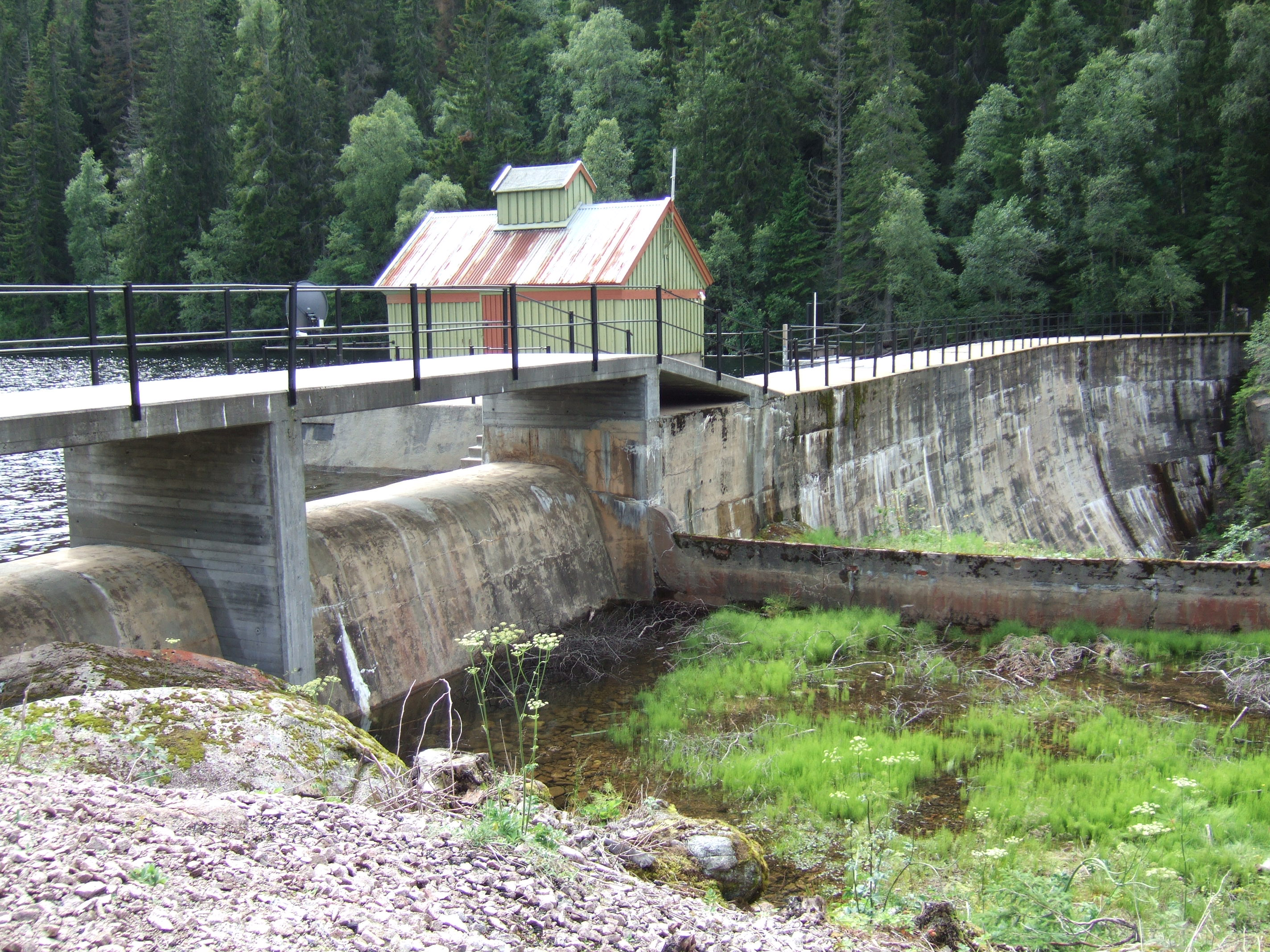
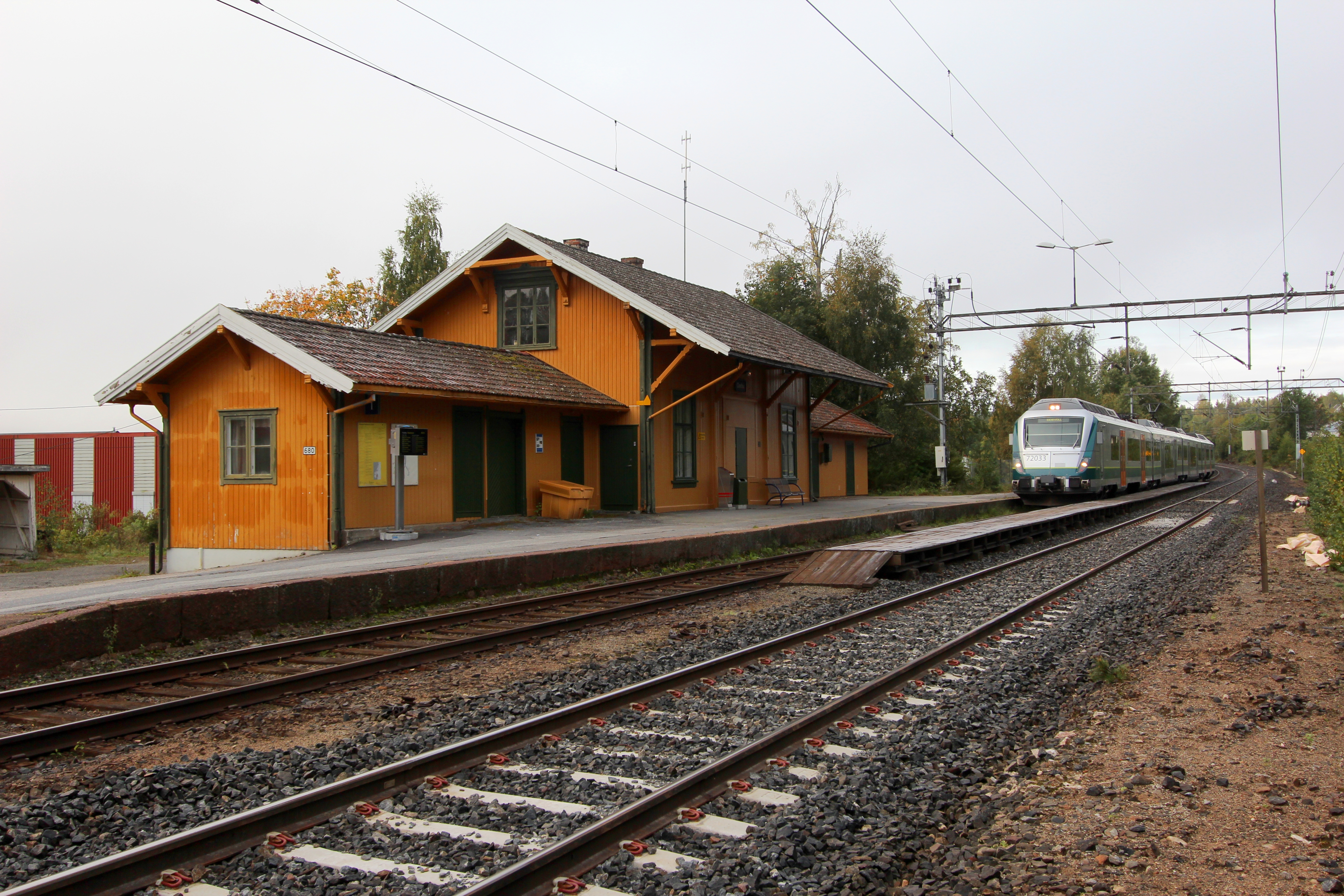